# Residência Presidencial La Casona
Residência Presidencial La Casona, também chamada de La Casona, é a residência oficial do Presidente da Venezuela, localizada em Caracas. Ao contrário do conceito popular, La Casona é a residência oficial enquanto que o Palácio de Miraflores é a sede do gabinete presidencial. Foi estabelecida como residência oficial em 1964 pelo então presidente Raúl Leoni.